# NT-Cassette

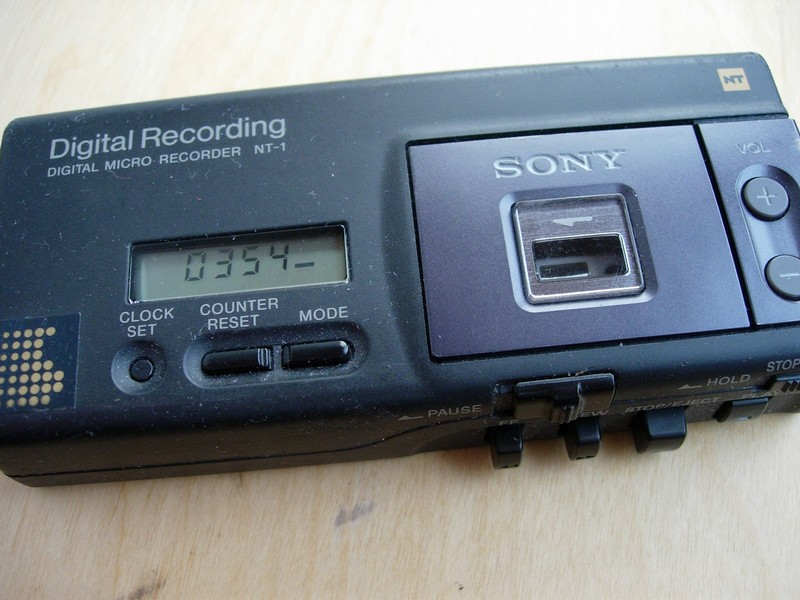
Sony NT-1 Recorder, das erste von insgesamt zwei verschiedenen Modellen. Markteinführung ca. 1992.

Bei der NT-Cassette handelt es sich um die bislang kleinste Magnetband-Kassette der Welt zur digitalen Audioaufzeichnung. Entwickelt wurde das System Anfang der 1990er Jahre von Sony.
Die dazugehörigen Geräte, auch unter dem Namen Scoopman bekannt, von denen im Laufe der Jahre nur zwei verschiedene Modelle hergestellt wurden, waren in Form und Größe den damals weit verbreiteten analogen Diktiergeräten nachempfunden (das trifft besonders auf das erste der zwei Modelle, den NT-1, zu) und wurden daher häufig fälschlicherweise als solche bezeichnet. Tatsächlich boten die NT-Recorder jedoch eine Tonqualität, die durchaus als studiotauglich bezeichnet werden kann und nur geringfügig unter der Qualität einer CD liegt. NT-Cassetten waren mit einer Spielzeit von 60, 90 und 120 Minuten erhältlich. Die Bandgeschwindigkeit ist 6,35 mm/s, das Band ist 2,5 mm breit.

## Technik
Aus technischer Sicht ist NT eine Miniaturisierung des einige Jahre zuvor entwickelten DAT-Systems. Der wesentliche Unterschied zu DAT liegt – neben der Größe der Geräte und Medien – im wesentlich dünneren und schmaleren Band, einer geringeren Bandgeschwindigkeit, der zweiseitigen Bespielbarkeit der Kassetten und einem leicht modifizierten Aufnahme- und Wiedergabeverfahren. Auch muss das Band nicht aus der Cassette herausgezogen werden.

Eine NT-Kassette mit einer Spielzeit von 90 Min. (45 Min. pro Seite)

NT arbeitet nach dem namensgebenden Non-Tracking-Schrägspurverfahren. Im Gegensatz zu DAT, bei dem während der Wiedergabe die Bandgeschwindigkeit und die Spurlage exakt auf die einzelnen Spuren abgestimmt wird, was eine sehr präzise und aufwändige Mechanik erfordert, erfolgt diese Abstimmung bei Non-Tracking nur sehr grob. Die Kopftrommel dreht sich nicht synchron mit dem Bandvortrieb, sondern mit überhöhter Geschwindigkeit, wodurch bei jedem Abtastvorgang Ausschnitte mehrerer Spuren abgetastet werden. Diese überlappenden Ausschnitte werden anschließend im digitalen Verarbeitungsblock sortiert und in der richtigen Reihenfolge wieder zusammengefügt.
Aufgezeichnet wird unkomprimiert in PCM mit einer Abtastrate von 32 kHz und einer Wortbreite von 12 Bit bei nichtlinearer Quantisierung, was dem Aufzeichnungsformat von DAT im Longplay-Modus entspricht.

## Schwächen des Systems
Aufgrund des sehr schmalen und dünnen Bandes bei extrem geringer Bandgeschwindigkeit und der dadurch bedingten hohen Aufzeichnungsdichte war NT sehr störanfällig. Besonders am Bandanfang und -ende gab es sehr häufig Drop-outs und die Kassetten hatten nur eine kurze Lebensdauer. Daneben verfügten die Geräte über keinerlei digitale Ausgänge, so dass ein Überspielen der Aufnahmen auf andere Systeme, wie z. B. DAT, nur über eine verlustbehaftete analoge Verbindung möglich war.

## Entwicklung und Marktsituation
Zum Zeitpunkt der Markteinführung und auch noch einige Jahre danach waren die NT-Recorder die mit Abstand kleinsten digitalen Audiorecorder der Welt. Das erste Gerät, der Sony NT-1, kam 1992 auf den Markt. 1996 folgte das zweite und auch letzte Modell, der NT-2, der gegenüber seinem Vorgänger eine Vielzahl an Verbesserungen erfahren hat. So erfolgte die Steuerung nicht mehr über mechanische Tasten, sondern über eine elektronische Tipptasten-Logiksteuerung, das Gerät verfügte über ein wesentlich größeres LC-Display mit umfangreicheren Anzeigen, hatte eine unterbrechungsfreie Autoreverse-Funktion, die das Wenden der Kassette überflüssig machte, und wurde mit einer Kabelfernbedienung ausgeliefert. Auch das Design wurde ansprechender und wesentlich moderner gestaltet.
Aufgrund der Störungsanfälligkeit, der fehlenden Kompatibilität zu anderen Systemen und nicht zuletzt wegen der enorm hohen Gerätepreise, die sogar den Preis eines portablen DAT-Recorders überstiegen, konnte sich NT kaum auf dem Markt durchsetzen.
Mit der zunehmenden Miniaturisierung der tragbaren Minidisc-Recorder und dem Aufkommen der ersten speicherkartenbasierten Audiorecorder Ende der 90er Jahre verschwand NT endgültig vom Markt.
Heute spielt das System praktisch keine Rolle mehr, Geräte und Kassetten sind nur noch gebraucht erhältlich und nur mehr für Sammler von technischen Kuriositäten interessant.